# Honey, Honey
A Honey, Honey című dal a svéd ABBA második kimásolt kislemeze a Waterloo című 2. stúdióalbumukról. A dal azután jelent meg, hogy megnyerték az 1974-es Eurovíziós Dalfesztivált Waterloo című dalukkal.

## Története
A Honey, Honey című dalt Björn Ulvaeus, Benny Andersson és Stig Angerson írták. A dalt Agnetha Fältskog, Anni-Frid Lyngstad és Ulvaeus énekelték. A dal angol és svéd változatát 1974 január 30-án vették fel a Metronome Stúdióban Stockholmban.
A dal a svéd kiadású, és svéd nyelvű Waterloo kislemezen szerepel, szintén svéd nyelven. Az angol verzió B oldalán a King Kong Song kapott helyet.

## Megjelenések
7"  Dánia Polar – POS 1192
- A Honey, Honey – 2:55
- B King Kong Song – 3:14

7"  Amerikai Egyesült Államok Atlantic 45-3209
- A Honey, Honey – 2:55
- B Dance (While The Music Still Goes On) – 3:05

## Slágerlisták
| Slágerlista (1974)                                     | Legmagasabb helyezés |
| ------------------------------------------------------ | -------------------- |
| Ausztrália Australian Singles Chart                    | 30                   |
| Ausztria Austrian Singles Chart                        | 4                    |
| Belgium Belgian Singles Chart                          | 12                   |
| Kanada Canada Top Singles (RPM)                        | 18                   |
| Kanada Canadian Adult Contemporary                     | 8                    |
| Hollandia Dutch Singles Chart                          | 16                   |
| Finnország Finnish Singles Chart                       | 11                   |
| Németország German Singles Chart                       | 2                    |
| Svájc Swiss Singles Chart                              | 4                    |
| Új-Zéland New Zealand Singles Chart                    | 16                   |
| Amerikai Egyesült Államok Billboard Hot 100            | 27                   |
| Amerikai Egyesült Államok Billboard Adult Contemporary | 27                   |
| Amerikai Egyesült Államok Cashbox Top 100 Singles      | 37                   |

| Slágerlista (2008)               | Legmagasabb helyezés |
| -------------------------------- | -------------------- |
| Norvégia Norwegian Singles Chart | 16                   |

| Slágerlista (1974)                                     | Helyezések |
| ------------------------------------------------------ | ---------- |
| Ausztrália                                             | 107        |
| Kanada Canada Top Singles                              | 177        |
| Amerikai Egyesült Államok (Joel Whitburn's Pop Annual) | 183        |

## Feldolgozások
- Tina Charles saját változatát készítette el 1974-ben.[12]
- 1974-ben a brit Sweet Dreams zenekar készítette el saját változatát, mely 10. helyezést ért el az Egyesült Királyságban, 14. lett Írországban. Kanadában az 58., míg a Billboard listán a 68. volt.[13] Az ABBA változat egyidejűleg volt slágerlistás ezzel a feldolgozással, azonban a feldolgozás kevésbé volt sikeres, csupán a 42. helyre sikerült jutnia.
- 1975-ben Hana Zagorová és Petr Rezek a csehszlovák változatát vette fel a dalnak.
- 1975-ben a finn Monica Aspelund saját átdolgozott szövegével jelentette meg a dalt, mely felkerült saját albumára is. Ezt a változatot Johanna Raunio dolgozta át 1994-es albumára.
- 1978-ban a svéd Nashville Train dolgozta fel saját változatát ABBA Our Way című albumára.
- 1981-ben a hindi változat jelent meg a pakisztáni Salma és Sabina Agha testvérek előadásában "Kabhi Kabhi" címen.[14]
- 1992-ben a svéd sláger csapat Simmons vette fel a dal instrumentális változatát Spelar ABBA című albumukra.
- 1995-ben az Új-Zélandi rock csapat Lovers Ugly Children felvette saját változatát az Abbasalutely című válogatás albumra.
- 1999-ben az ABBA: A Tribute – The 25th Anniversary Celebration című albumra került fel Michael B. Tretow hangmérnök és lánya Sofia feldolgozása.
- 2001-ben a Housecream nevű eurodance csapat dolgozta fel a dalt.[15]
- A dal saját változatát készítette el John Klass a szingapúri színésznő Jamie Yeoval közös duettben.[16]
- A dal elhangzik a Mamma Mia! című filmben, melyet Sophie anyja énekel, amikor a naplóját olvassa. Ezért ez olyan, mintha a naplóból olvasná a szöveget. A dal végén az is látszik, hogy Sophie mennyire meg szeretné ismerni az apját. Az eredeti dallal ellentétben a 2. és 3. verse között lévő változatban instrumentális vágással helyettesítik a vokális részt.
- A dalt saját változatában vette fel az Abbacadabra nevű formáció, valamint az A-Teens is elkészítette saját változatát